# زیلوبیوز
زیلوبیوز (به انگلیسی: Xylobiose) با فرمول شیمیایی C۱۰H۱۸O۹ یک ترکیب شیمیایی با شناسه پاب‌کم ۱۶۰۸۷۳ است. که جرم مولی آن 282.24 g/mol می‌باشد. 